# Lipofobowość
Lipofobowość (gr. λίπος lipos – tłuszcz, φόβος phobos – strach) – skłonność cząsteczek chemicznych do odpychania od siebie cząsteczek tłuszczów, olejów oraz innych cieczy niepolarnych. Substancje lipofobowe są nierozpuszczalne w rozpuszczalnikach niepolarnych. Cząsteczki lub fragmenty cząsteczek lipofobowych są najczęściej hydrofilowe i polarne, ale pojęcia te nie są tożsame. Pojęciem przeciwstawnym do lipofobowości jest lipofilowość.
Najpowszechniej spotykaną substancją lipofobową jest woda.
Perfluorowęglowodory wykazują zarówno lipofobowość jak i hydrofobowość.

## Zastosowania
Lipofobowa powłoka jest zastosowana w ekranach dotykowych iPhone'ów produkowanych przez Apple począwszy od modelu 3GS oraz w iPadach, a także w telefonach Nokia N9 i Lumia, telefonach Samsung Google Nexus S i Galaxy Nexus, również tajwański HTC w modelach HD2, Hero i Flyer oraz wielu innych telefonach. Nieprzyleganie tłuszczu i odcisków palców pomaga w utrzymaniu czystości, a tym samym przejrzystości wyświetlaczy. Większość powłok stosowanych w takich wyświetlaczach wykazuje właściwości zarówno lipofobowe jak i hydrofobowe, są to tworzywa fluoropolimerowe podobne do teflonu, zastosowanego w HTC Hero.
3M oferuje samoprzylepną folię ochronną na ekrany urządzeń przenośnych Vikuiti o właściwościach lipofobowych.